# Jamina Roberts
Pour les articles homonymes, voir Roberts.
Jamina Roberts, née le 28 mai 1990 à Göteborg, est une handballeuse internationale suédoise, qui évolue au poste d'arrière gauche. 
En 2014 elle rejoint l'équipe danoise de Team Tvis Holstebro, elle y gagnera deux coupes d'Europe. 

## Palmarès

### En club
- compétitions internationales
  - vainqueur de la coupe des vainqueurs de coupe (C2) en 2016 (avec Team Tvis Holstebro)
  - vainqueur de la Coupe de l'EHF (C3) en 2015 (avec Team Tvis Holstebro)
- compétitions nationales
  - vainqueur du Championnat de Suède en 2009, 2010, 2011, 2012, 2013, 2014, 2022 (avec IK Sävehof)

### En équipe nationale
- Jeux olympiques[5]
  - 11e place aux Jeux olympiques de 2012
  - 7e place aux Jeux olympiques de 2016
  - 4e place aux Jeux olympiques de 2020
- Championnats du monde
  - 9e place au Championnat du monde 2011
  - 9e place au Championnat du monde 2015
  - 4e place au Championnat du monde 2017
  - 7e place au Championnat du monde 2019
  - 5e place au Championnat du monde 2021
- Championnats d'Europe
  -  Médaille d'argent au Championnat d'Europe 2010
  - 8e place au Championnat d'Europe 2012
  -  Médaille de bronze au Championnat d'Europe 2014
  - 8e place au Championnat d'Europe 2016
  - 6e place au Championnat d'Europe 2018
  - 11e place au Championnat d'Europe 2020
  - 5e place au Championnat d'Europe 2022

### Distinctions individuelles
- élue meilleure arrière gauche des Jeux olympiques de 2020
- élue meilleure handballeuse en Suède pour la saison 2020-2021